# Robert Cicchini
Robert Cicchini (Michigan, 1959) is een Amerikaans acteur en filmregisseur.

## Carrière
Cicchini begon in 1989 met acteren in de film Alien Space Avenger. Hierna heeft hij nog meerdere rollen gespeeld in films en televisieseries zoals The Godfather Part III (1990), Providence (1999-2000), NCIS (2004), 24 (2005), Six Feet Under (2003-2005) en Dreamgirls (2006).

## Filmografie

### Films
Uitgezonderd korte films.
- 2024 FATE of a MaThoR - als pastoor Anthony
- 2023 Big George Foreman  - als Angelo Dundee
- 2020 Pilot Error - als Phillipe
- 2015 Chasing Eagle Rock - als Joe Paul
- 2013 Chink - als rechercheur Phillips
- 2012 Waterwalk - als Steven Faulkner
- 2012 California Solo – als Domenico
- 2009 Play Dead – als tv-omroeper
- 2009 B-Girl – als dr. Volchek
- 2008 Em – als psychiater
- 2006 Dreamgirls – als Nicky Cassaro
- 2005 Mrs. Harris – als rechercheur Siciliano
- 2005 Come as You Are – als dr. Kramer
- 2005 War of the Worlds – als man in pak
- 2004 Fallacy – als ??
- 2004 The Sure Hand of God – als Joe
- 2003 Love and Loathing at the Ass Lamp Lounge – als Marc Stanton
- 2002 Path to War – als Joseph Califano
- 2000 A Family in Crisis: The Elian Gonzales Story – als Sam Ciancio
- 2000 The Watcher – als Mitch
- 1999 Cool Crime – als John
- 1999 The Deep End of the Ocean – als oom Joey
- 1998 A Civil Action – als advocaat
- 1998 Primary Colors – als Jimmy Ozio
- 1997 The Don's Analyst – als Donnie Leoni
- 1996 Dog Watch – als Mink
- 1993 The Pickle – als kantoorbediende in elektrowinkel
- 1992 Jonathan: The Boy Nobody Wanted – als Neil Vogler
- 1992 Devlin – als Rizzo
- 1992 Light Sleeper – als Bill Guidone
- 1991 Mission of the Shark: The Saga of the U.S.S. Indianapolis – als D'Angelo
- 1991 Age Isn't Everything – als Bruno
- 1990 The Godfather Part III – als Lou Penning
- 1989 Alien Space Avenger – als Raoul

### Televisieseries
Uitgezonderd eenmalige gastrollen.
- 2016 Murder in the First - als chief Charles Shannon - 3 afl.
- 2003 – 2005 Six Feet Under – als Todd – 5 afl.
- 2005 24 – als Howard Bern – 4 afl.
- 2004 NCIS – als special agent Daniel Snyder – 2 afl.
- 1999 – 2000 Providence – als Alex Mendoza – 5 afl.
- 1999 Time of Your Life – als Mitchell – 2 afl.
- 1996 Maybe This Time – als Nick – 3 afl.
- 1994 The Commish – als Eddie DiMaestri – 2 afl.

### Filmregisseur
- 2020 Bermuda - korte film
- 2019 Coming Up for Air - film
- 2012 Waterwalk - film